# إدوارد لويد (لاعب كريكت)
إدوارد لويد (19 مارس 1845 - 27 سبتمبر 1928) (بالإنجليزية: Edward Lloyd)‏ هو لاعب كريكت بريطاني (وحمل سابقاً جنسية المملكة المتحدة لبريطانيا العظمى وأيرلندا).